# Campionatul Mondial de Cros din 1985
A 13-a ediție a Campionatului Mondial de Cros s-a desfășurat pe 24 martie 1985 la Lisabona, Portugalia. Au participat 574 de sportivi din 50 de țări.

## Rezultate

### Masculin
| Loc | Sportiv             | Timp  |
| --- | ------------------- | ----- |
| 1   | Carlos Lopes        | 33:33 |
| 2   | Paul Kipkoech       | 33:37 |
| 3   | Wodajo Bulti        | 33:38 |
| 4   | Bekele Debele       | 33:45 |
| 5   | John Treacy         | 33:48 |
| 6   | Kassa Balcha        | 33:51 |
| 7   | Christoph Herle     | 33:53 |
| 8   | Abdelrazzak Bounour | 33:54 |
| 9   | Pierre Levisse      | 33:56 |
| 10  | Bruce Bickford      | 33:57 |

| Loc | Țară | Puncte                                  |
| --- | --- | --------------------------------------- |
|     | Etiopia · Wodajo Bulti · Bekele Debele · Kassa Balcha · Girma Berhanu · Chala Urgessa · Hailu Wolde Tsadik · Adugna Lema · Feyissa Abebe · Mohammed Kedir | 129 3 4 6 28 33 55 (106) (2019) (NT)    |
|     | Kenya Paul Kipkoech Andrew Masai Boniface Merande Joshua Kipkemboi Jackson Ruto James Kipngetich Joseph Otieno Bernhard Mosigisi Sisa Kirati              | 141 2 14 17 22 41 45 (128) (132) (194)  |
|     | Statele Unite ale Americii Bruce Bickford Pat Porter Ed Eyestone Craig Virgin Mark Curp Jeff Drenth Mark Stickley David Barney Marty Froelick             | 153 10 12 16 19 40 56 (58) (76) (110)   |
| 4   | Italia Franco Boffi Gelindo Bordin Francesco Panetta Salvatore Nicosia Gianni Demadonna Marco Gozzano Giuseppe Miccoli Ranieri Carenza                    | 259 23 27 36 39 46 88 (114) (177)       |
| 5   | Spania Antonio Prieto Vicente Polo Pere Arco Constantino Esparcia Francisco Sánchez Abel Antón Valentin Rodríguez José Luis González Jaime López          | 321 21 32 52 53 74 89 (96) (123) (215)  |
| 6   | Irlanda John Treacy John Woods Richard O'Flynn Ronnie Carroll Gerard Kiernan John O'Toole Roy Dooney Neil Cusack Paul O'Callaghan                         | 363 5 29 35 70 97 127 (152) (175) (220) |

### Feminin
| Loc   | Sportivă           | Timp  |
| ----- | ------------------ | ----- |
| 1     | Zola Budd          | 15:01 |
| 2     | Cathy Branta       | 15:24 |
| 3     | Ingrid Kristiansen | 15:27 |
| 4     | Fița Lovin         | 15:35 |
| 5     | Cornelia Bürki     | 15:38 |
| 6     | Angela Tooby       | 15:40 |
| 7     | Olga Bondarenko    | 15:40 |
| 8     | Sue Bruce          | 15:42 |
| 9     | Betty Springs      | 15:44 |
| 10    | Elena Fidatov      | 15:47 |
| [...] |                    |       |
| 34    | Paula Ilie         | 16:06 |
| 48    | Mariana Stănescu   | 16:16 |
| 87    | Iulia Beșliu       | 16:48 |

| Loc | Țară | Puncte                    |
| --- | --- | ------------------------- |
|     | Statele Unite ale Americii Cathy Branta Betty Springs Shelly Steely Kathryn Hayes Mary Knisely Nan Doak   | 42 2 9 15 16 (28) (46)    |
|     | Uniunea Sovietică Olga Bondarenko Teteana Pozdneakova Marina Rodcenkova Irina Bondarciuk Tatiana Sokolova | 77 7 19 20 31 (41)        |
|     | România · Fița Lovin · Elena Fidatov · Paula Ilie · Mariana Stănescu · Iulia Beșliu                       | 96 4 10 34 48 (87)        |
| 4   | Franța Annette Sergent Martine Fays Jacqueline Lefeuvre Maria Lelut Sylvie Bornet Jocelyne Villeton       | 109 17 23 26 43 (45) (66) |
| 5   | Canada Debbie Scott Susan Lee Angela Chalmers Brenda Shackleton Ulla Marquette Sandra Rettie              | 113 11 18 27 57 (62) (80) |
| 6   | Portugalia Rosa Mota Albertina Machado Aurora Cunha Lucilia Soares Rosa Oliveira Conceição Ferreira       | 134 13 22 30 69 (72) (97) |

### Juniori
| Loc | Sportiv                | Timp  |
| --- | ---------------------- | ----- |
| 1   | Kipkemboi Kimeli       | 22:18 |
| 2   | Habte Negash           | 22:37 |
| 3   | Wolde Silasse Melkessa | 22:37 |
| 4   | Rafera Workench        | 22:45 |
| 5   | Ngotho Musyoki         | 22:48 |
| 6   | Lawrence Gatogo        | 23:04 |
| 7   | Tilahun Ebba           | 23:07 |
| 8   | Debebe Demisse         | 23:11 |
| 9   | José Manuel García     | 23:15 |
| 10  | Brahim Boutayeb        | 23:19 |

| Loc | Țară | Puncte                    |
| --- | --- | ------------------------- |
|     | Etiopia · Habte Negash · Wolde Silasse Melkessa · Rafera Workench · Tilahun Ebba · Debebe Demisse · Kalcha Abcha | 16 2 3 4 7 (8) (18)       |
|     | Kenya Kipkemboi Kimeli Ngotho Musyoki Lawrence Gatogo Samuel Okemwa                                              | 26 1 5 6 14               |
|     | Spania José Manuel García Alejandro Gómez Antonio Pérez Antonio Peula Marc Pujol José Gruneiro                   | 64 9 16 17 22 (27) (35)   |
| 4   | Statele Unite ale Americii Jeff Cannada Chuck Trujillo Matt Giusto Simon Gutierrez Hank Lee Joe Falcon           | 95 12 15 23 45 (48) (74)  |
| 5   | Anglia Paul Taylor Andrew Hollens Karl Palmer James Starling Richard Findlow Nicholas Hopkins                    | 122 21 26 34 41 (64) (81) |
| 6   | Italia Paolo Tagliapietra Mariano Salvatore Severino Bernardini Giuseppe Bentavegna Amedeo Battistella           | 127 11 19 31 66 (85)      |

## Clasament pe medalii
| Loc   | Țară                       | Aur | Argint | Bronz | Total |
| ----- | -------------------------- | --- | ------ | ----- | ----- |
| 1     | Etiopia                    | 2   | 1      | 2     | 5     |
| 2     | Kenya                      | 1   | 3      | 0     | 4     |
| 3     | Statele Unite ale Americii | 1   | 1      | 1     | 3     |
| 4     | Anglia                     | 1   | 0      | 0     | 1     |
| 4     | Portugalia                 | 1   | 0      | 0     | 1     |
| 6     | Uniunea Sovietică          | 0   | 1      | 0     | 1     |
| 7     | Norvegia                   | 0   | 0      | 1     | 1     |
| 7     | România                    | 0   | 0      | 1     | 1     |
| 7     | Spania                     | 0   | 0      | 1     | 1     |
| Total | Total                      | 6   | 6      | 6     | 18    |